# Олинский район
Олинский район — упразднённая административно-территориальная единица в составе Дальневосточного и Восточно-Сибирского краёв, существовавшая в 1926—1935 годах. Административный центр — село Олинск. По данным 1931 года район включал 22 сельсовета и 106 сельских населённых пунктов.

## История
Олинский район был образован в 1926 году в составе Сретенского округа Дальневосточного края.
В 1930 году окружная система была упразднена, одновременно Олинский район был передан из Дальневосточного края в Восточно-Сибирский.
11 февраля 1935 года Олинский район был упразднён, а его территория разделена между Нерчинским и Шилкинским районами.